# 黛安娜·阿加
黛安娜·阿加（英語：Diana Apcar，1859年10月12日 – 1937年7月8日）是亞美尼亞作家、外交官、以及短命的亞美尼亞民主共和國在1918年到1920年的駐日大使。她是第一位亞美尼亞的女性外交官，也可能是近代第一位出任外交職務的女性。

## 生涯
黛安娜·阿加貝（Diana Agabeg (Agabegian)），受洗名是加安（Gayane），1859年10月12日出生在英屬緬甸仰光（今日的缅甸仰光）。她的父親是印度裔亞美尼亞人，從伊朗的新朱爾法移民到東南亞。黛安娜·阿加的母親亞維特（Avet）是來自伊朗設拉子地區的 Tateos Avetum 家族。黛安娜是家裡七個孩子中年齡最小的。她在加尔各答成長，她在當地的女子修道院讀書。她逐漸能夠說流利的英文、亞美尼亞語、以及印度斯坦語。她嫁給了邁克爾·阿布加爾（Michael Apcar），他也是來自伊朗新朱爾法地區，跟黛安娜的母親家相同。阿加氏族後來成為在東南亞經商事業有成，尤其在蟲膠生漆珍珠的進出口最為成功。 1891年，黛安娜和丈夫搬到日本擴張家族產業。他們共生了五個孩子，其中有三位存活下來。在黛安娜六十七歲時，她身體有多種的病痛，像是視力與聽力減退、關節炎。這些健康問題最終讓她在1937年7月8日早晨於横滨市過世。她與其丈夫被合葬在一個給外國人的墓園，目前此墓園是由位於東京都的一個亞美尼亞—日本友好協會所負責照料。

## 事業
當亞美尼亞民主共和國在1918年5月28日獨立時，亞美尼亞並沒有被國際上所承認。然而在1920年，經過阿加的努力，日本成為了國際上第一個承認這個新成立共和國政體的國家。當時共和國的外交部長哈莫·歐漢江揚感佩阿加的貢獻，於是便給予黛安娜·阿加駐日名譽顧問的職位。這讓黛安娜·阿加成為了第一位亞美尼亞的女性外交官，同時也可能是二十世紀第一位授命外交職務的女性。然而好景不長，在亞美尼亞於1920年代蘇維埃化後，她的職務便突然的被終止了。

## 著作
在她的兒子接掌日本的家族事業後，黛安娜可以花更多時間在其人道關懷、文學、以及外交上的工作。她開始在數個期刊與報紙上發表作品，像是The Japan Advertiser、The Far East、The Japan gazette、以及Armenia（此出版物後來以 New Armenia 重新出發）。她的文學作品關注受壓迫者及其面臨的處境。為了爭取國際的關注，她也描述在奧圖曼土耳其帝國下的亞美尼亞外交困境。到1920年，她已經寫了超過九本關於亞美尼亞大屠殺的相關書籍。她的寫作範圍也包含了國際關係、帝國主義對世界的影響、普世議題與全球和平。
她的著作包含：
- 大惡（The Great Evil. Yokohama, Japan: “Japan Gazette” Press, 1914, 114 pp.）ISBN 9781333493837
- 和平不和平（Peace and No Peace. Yokohama, Japan: “Japan Gazette” Press, 1912, 101 pp.）
- 和平問題（The Peace Problem. Yokohama, Japan: “Japan Gazette” Press, 1912, 131 pp.）ISBN 9780332007922
- 歐洲帝國主義交會點：被犧牲的亞美尼亞（On the Cross of Europe’s Imperialism: Armenia Crucified. Yokohama, Japan: 1918, 116 pp.）
- 以他之名⋯⋯（In His Name... Yokohama, Japan: “Japan Gazette,” 1911. 52 pp.）ISBN 9781376029956
- 遭背叛的亞美尼亞（Betrayed Armenia. Yokohama, Japan:  “Japan Gazette” Press, 1910, 77 pp.）ISBN 9780365415824
- 關於亞美尼亞大屠殺的真相（The Truth about the Armenian Massacres. Yokohama, Japan: “Japan Gazette,” 1910, 26 pp.）
- 戰爭的家庭故事（Home Stories of the War. Kobe, Japan: The Kaneko Printing Works, 1905, 47 pp.）
- 蘇珊（Susan. Yokohama, Japan: Kelly and Walsh, Limited, 1892, 109 pp.）